# Glasgow (Virginia)
Glasgow è un comune degli Stati Uniti d'America, situato nello Stato della Virginia, nella Contea di Rockbridge.